# 屈维耶
屈维耶（法語：Cuvier，法語發音：[kyvje] ⓘ）是法国汝拉省的一个市镇，属于隆斯勒索涅区。

## 地理
屈维耶（46°49'37"N, 6°4'7"E）面积10.32 平方千米，位于法国勃艮第-弗朗什-孔泰大區汝拉省，该省份为法国东部内陆省份，北起上索恩省，西北接科多尔省，西临索恩-卢瓦尔省，南至安省，东与杜省和瑞士接壤。
与屈维耶接壤的市镇（或旧市镇、城区）包括：布雅耶、库尔维耶尔、桑索、埃塞尔瓦勒塔特尔。

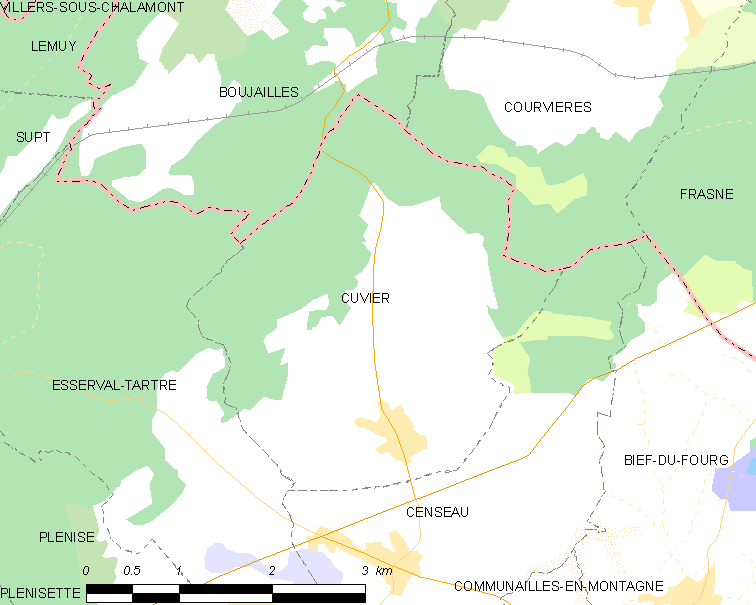
屈维耶的OSM定位图

屈维耶的时区为UTC+01:00、UTC+02:00（夏令时）。

## 行政
屈维耶的邮政编码为39250，INSEE市镇编码为39187。

## 政治
屈维耶所属的省级选区为圣洛朗昂格朗沃县。

## 人口

1962-2008年间屈维耶人口变化图示

屈维耶于2022年1月1日时的人口数量为274人。